# Salmantou Coulibaly
Salmantou Coulibaly (ur. 7 marca 2000) – burundyjska zapaśniczka walcząca w stylu wolnym. Brązowa medalistka igrzysk afrykańskich w 2023, a także igrzysk frankofońskich w 2023 roku.  